# 刘仰峤
刘仰峤（1913年11月2日—1980年10月16日），山西岢岚人，中国共产党干部，於1958年担任武汉大学党委书记，曾經制造了当时中国最典型的教育浮夸风和大跃进（教育革命时期）。

## 简历
- 1930年参加左联
- 1933年毕业于北平大学艺术学院戏剧系
- 1936年加入中国共产党
- 1958年任中共武汉大学党委第一书记[1]（中国一大代表李达为当时的校长）
- 1963年，任湖北省委书记处书记、主管文教工作; 河南省委书记
- 1964年任高等教育部副部长
- 1972年任国家文物管理局临时党委书记；“文革”后任中国社会科学院秘书长

## 家庭
- 子：刘茂才、刘文慰[2]
- 女：刘进，“文革”初起时北京师大女附中革命师生代表会主席

## 注
1. ↑  为李达“三家村”翻案[永久]
2. ↑  .   [2012-12-08]. （原始内容存档于2020-06-09）.

| 前任： 张勃川 | 武汉大学党委书记 1958年4月－1960年2月 | 繼任： 朱劭天 |